# Melly Goeslaw
Melly Goeslaw, właśc. Melliana Cessy Goeslaw (ur. 7 stycznia 1974 w Bandungu) – indonezyjska piosenkarka, kompozytorka i aktorka.
Jest córką piosenkarza Melky’ego Goeslawa. Jej mężem jest gitarzysta Anto Hoed.
Stworzyła muzykę do filmów: Ada Apa Dengan Cinta (2002), Eiffel I’m in Love (2003) i Apa Artinya Cinta (2005).
Wylansowała przebój „Jika” (duet z Ari Lasso). Była odpowiedzialna za wypromowanie innych artystów krajowej sceny muzycznej. Stworzyła takie utwory jak: „Menghitung Hari” (wykonanie: Krisdayanti), „Hati Yang Terpilih”, „Tegar”, „Ayat-ayat Cinta”, „Atas Nama Cinta”, „Hey Ladies” (wykonanie: Rossa), „Jera” (wykonanie: Agnes Monica).

## Dyskografia
Albumy
- 1988: Pilihanku Deritaku
- 1999: Melly
- 2002: Ada Apa Dengan Cinta?
- 2003: Eiffel I’m In Love
- 2005: Intuisi
- 2005: Apa Artinya Cinta?
- 2007: Mind 'N Soul
- 2008: The Butterfly
- 2009: Ketika Cinta Bertasbih
- 2009: Glow
- 2011: Dancing In The Silence
- 2013: Queen Of Soundtrack
- 2016: Ada Apa Dengan Cinta? 2

Single
- 2007: „Apa Kata Dunia?”
- 2009: „Catatanku”
- 2010: „Jika Aku Menjadi”
- 2011: „Demi Cinta”
- 2012: „Cinta Suci Zahrana”
- 2014: „Cinta & Ibadah”
- 2017: „Promise”
- 2017: „Memang Kenapa Bila Aku Perempuan?”
- 2019: „Bintang Di Hati”
- 2019: „Kusadari”
- 2020: „Siap Terluka”
- 2020: „Berkumpul Di Surga”